# ورلد پرس فوتو

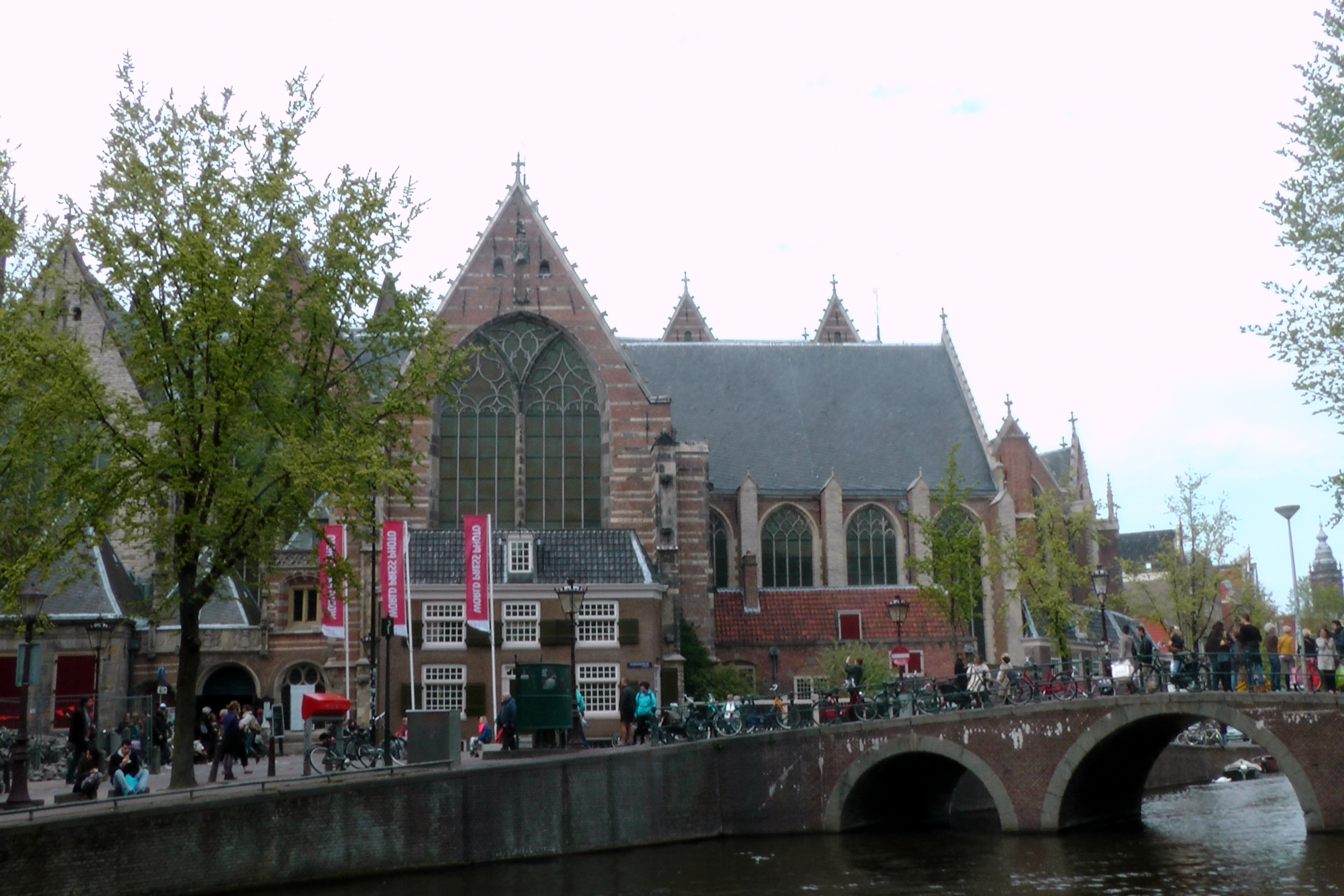
نمایشگاه «ورلد پرس فوتو» در آمستردام، می ۲۰۱۳

بنیاد عکس‌های مطبوعاتی جهان یا وُرلد پِرِس فتو (به انگلیسی: World Press Photo) یک بنیاد مستقل و غیرانتفاعی مستقر در آمستردام است که در سال ۱۹۵۵ بنیان نهاده شده و به خاطر برگزاری معتبرترین و بزرگ‌ترین مسابقهٔ سالانهٔ عکس خبری در جهان شناخته شده‌است.
بنیاد عکس‌های مطبوعاتی جهان در سال ۱۹۵۵ توسط ۵ عکاس هلندی با هدف نمایش عکس‌های مستند و خبری منتخب برای عکاسان سراسر جهان راه‌اندازی شد و حالا به یکی از مسابقات و بنیادهای مهم در زمینه عکس مستند و خبری تبدیل شده‌است.
صحت، تنوع و شفافیت سه شعار اصلی ورلد پرس فتو هستند و عکس‌های انتخاب شده از سوی این بنیاد سالانه میلیون‌ها بازدیدکننده از سراسر جهان دارد. این بنیاد به‌دنبال گسترش فعالیت‌های خود به سمت خبررسانی چندرسانه‌ای با رویکرد ایجاد رشد و توسعه در روزنامه‌نگاری بصری است.

## تاریخچه
اولین دوره این مسابقه در سال ۱۹۵۵ برگزار شد و عکسی از موگنس فن هیون (Mogens von Haven) عکاس دانمارکی که از مسابقه موتورسواری گرفته بود موفق شد به‌عنوان عکس سال نخستین دوره این مسابقه برگزیده شود.
نمایشگاه سالانه عکس‌های مطبوعاتی جهان در کلیسای قدیم (Oude Kerk) در مرکز آمستردام برگزار می‌شود.
دفتر مرکزی ورلد پرس فتو نیز در آمستردام قرار دارد. این دفتر شاخه‌هایی در هشت عرصه دارد: تیم ارتباطی و مشارکت، تیم مسابقات عکاسی، تیم توسعه، تیم آموزش، تیم نمایشگاه‌ها، تیم مالی، تیم منابع انسانی و تیم اداری.

## اعلام نامزدها
در سال ۲۰۱۸ برای اولین‌بار در تاریخ بیش از ۶۰ ساله ورلدپرس فوتو، این بنیاد تصمیم گرفت تا در بخش‌های مختلف از جمله عکس سال و هشت بخش دیگر، برندگان نهایی را در دو مرحله اعلام کند. به این ترتیب ابتدا نامزدهای دریافت جایزه معرفی شدند و سپس برندگان نهایی دوازدهم آوریل معرفی شدند.

## برگزیدگان ایرانی
- ۱۹۸۲: عکاس ناشناس، جایزه سوم تک عکس اخبار لحظه‌ای[۵]
- ۱۹۶۵: جهانگیر زمانیان، جایزه دوم تک عکس بخش خبرها[۶][۷]
- ۱۹۷۹: جهانگیر رزمی، جایزه دوم بخش تک عکس اخبار لحظه‌ای Spot News[۶][۸]
- ۱۹۸۴: منوچهر دقتی، جایزه اول مجموعه عکس بخش عکس‌های News Feature[۶][۹]
- ۱۹۸۴: رضا دقتی، جایزه دوم مجموعه عکس بخش News Feature[۱۰][۶]
- ۱۹۸۶: آلفرد یعقوب‌زاده، جایزه اول مجموعه عکس بخش News Feature[۶][۱۱]
- ۱۹۸۶: منوچهر دقتی، جایزه سوم تک عکس بخش زندگی روزانه[۶][۱۲]
- ۱۹۸۷: رضا دقتی، جایزه دوم مجموعه عکس بخش News Feature[۶][۱۳]
- ۱۹۹۰: محمد فرنود[۱۴][۶]
- ۱۹۹۱: سیف‌الله صمدیان، جایزه تک عکس در بخش زندگی روزانه[۱۵][۶]
- ۱۹۹۶: رضا دقتی، جایزه افتخاری مجموعه عکس بخش زندگی روزمره[۱۶]
- ۲۰۰۳: عطا طاهرکناره (عکاس خبرگزاری فرانسه AFP)، جایزه دوم تک عکس اخبار لحظه‌ای[۱۷][۱۸]
- ۲۰۱۲: ابراهیم نوروزی، جایزه دوم بخش مجموعه عکس در بخش موضوعات معاصر (Contemporary Issues)، مجموعه عکس «اعدام در ایران»[۱۹][۲۰][۲۱]

تعدادی از عکس‌های این مجموعه مربوط به اعدام مهدی فرجی مشهور به رانندهٔ ارابهٔ مرگ، قاتل سریالی زنان در قزوین است، که خرداد ۱۳۹۰ در ملاعام به دار مجازات آویخته شد و تعدادی دیگر مربوط به اعدام ۴ شرور حادثهٔ تجاوز گروهی در خمینی‌شهر که پس از به دام افتادن، مهر ۱۳۹۰ با حکم دادگاه در آن شهر در ملاعام اعدام شدند.
- ۲۰۱۳: ابراهیم نوروزی، جایزهٔ نخست مجموعه عکس در بخش پرتره‌های مستند، مجموعه عکس «قربانیان عشق اجباری»[۲۳][۱۹][۲۴]

این مجموعه به سختی‌های زندگی مادر و دختری به نام سمیه و رعنا در شهرستان بم می‌پردازد. شوهر معتاد سمیه که سابقهٔ سرقت هم داشته‌است، بارها او را مورد تهدید و آزار قرار داده و نهایتاً وقتی سمیه در واکنش به آزارهای بی‌پایان او تهدید به طلاق می‌کند یکی از شب‌های خرداد ۹۰ هنگامی که سمیه و کودکش در خواب بوده‌اند روی آنها اسید می‌پاشد. در اثر این حادثه سمیه از هر دو چشم و دختر سه سالهٔ او، رعنا، از ناحیهٔ یک چشم بینایی خود از دست دادند. با کمک‌های دولت و مردم محلی بم تاکنون چندین مرحله عمل جراحی بر روی این مادر و دختر صورت گرفته ولی هنوز انجام عمل‌های جراحی بیشتری نیاز است.
- ۲۰۱۳: ابراهیم نوروزی، جایزهٔ دوم مجموعه عکس بخش پرتره‌های صحنه‌آرایی شده، مجموعه عکس «سوگوار»[۱۹][۲۵][۲۴]

این مجموعه عکس در مراسم تاسوعا و در حاشیهٔ مراسم «چهل منبران» شهر خرم‌آباد گرفته شده‌است. نوروزی در این مجموعه تاحدود زیادی از فضای مستند همیشگی در کارهایش فاصله گرفته و با قرار دادن پرده‌هایی متفاوت در پس‌زمینه به سبک عکاسی استودیویی و بدون کاربرد عناصر محیطی اقدام به گرفتن پرتره‌هایی از زنان شرکت‌کننده در این مراسم خاص سوگواری دههٔ اول محرم کرده‌است.
- ۲۰۱۳: مجید سعیدی (عکاس آژانس گتی ایمجز)، جایزهٔ دوم مجموعه عکس در بخش موضوعات معاصر، مجموعه عکس «زندگی در جنگ»[۱۹][۲۴]

مجید سعیدی دربارهٔ این مجموعه عکس می‌گوید: «این سری از عکس‌ها را سال ۲۰۱۱ در افغانستان دربارهٔ زندگی مردمی گرفته‌ام که سی سال است در جنگ زندگی می‌کنند و زندگیشان کاملاً تحت تأثیر خشونت جنگ قرار دارد. در این مجموعه که برای نخستین بار در سال ۲۰۱۲ منتشر شده، سعی کرده‌ام نگاهی به سطوح مختلف زندگی مردم از مسائل حقوق بشری گرفته تا مشکلات زندگی روزمرهٔ آن‌ها داشته باشم. به آن به عنوان پروژهٔ بلندمدتی نگاه می‌کنم که باید در سال‌های آینده هم روی جنبه‌های دیگری از آن کار کنم.»
- ۲۰۱۴: امیر پورمند (عکاس خبرگزاری ایسنا) جایزهٔ سوم بخش تک عکس در گرایش موضوعی اخبار عمومی یا General News[۲۶][۱۹]

تک عکس پورمند مربوط به مراسم اعدام دو جوان زورگیر بود که در در تهران اقدام به سرقت و ضرب و جرح یک مرد کرده بودند.
- ۲۰۱۵: آرش خاموشی (عکاس خبرگزاری ایسنا)، جایزهٔ سوم بخش مجموعه عکس جایزهٔ سوم یا Spot News، با مجموعه عکسی به نام عمل بخشش[۱۹][۲۷][۲۸]

مجموعه عکس او مربوط به مراسم اعدامی است که ۲۶ فروردین ۹۳ در شهرستان نور مازندران نهایتاً با بخشش مادر مقتول همراه شد و فرد محکوم به اعدام از مرگ نجات یافت. این بخشش بزرگ انعکاس وسیعی در رسانه‌ها داشت و به گفتهٔ آرش خاموشی از آن زمان تاکنون در حدود ۲۵ مورد دیگر هم تکرار شده‌است.
- ۲۰۱۵: فاطمه بهبودی، شایستهٔ تقدیر هیئت داوران در بخش مجموعه عکس موضوعات معاصر، مجموعه عکس مادران انتظار[۲۹][۳۰]

این مجموعه پرتره‌هایی از مادران ایرانی است که فرزندانشان طی جنگ هشت ساله با عراق به شهادت رسیدند. در این جنگ که یکی از طولانیترین جنگ‌های قرن بیستم بود بیش از ۲۲۰ هزار سرباز ایرانی جان باختند که پیکر حدود ۱۰ هزار نفر از آنها هنوز هم پیدا نشده‌است.
- ۲۰۱۶: زهره صابری (عکاس خبرگزاری مهر) تک عکس «به سوی روشنایی»، جایزه سوم تک عکس در بخش زندگی روزمره[۳۱]
- ۲۰۱۷: حسین فاطمی (عکاس ایرانی مقیم آمریکا) جایزه دوم بخش پروژه‌های بلندمدت، مجموعه عکس یک سفر ایرانی[۳۲]
- ۲۰۱۹: فروغ علایی (عکاس دنیای اقتصاد) با مجموع عکسی به نام «گریه برای آزادی» که تلاش زنان برای ورود به استادیوم فوتبال است، رتبه اول را در بخش مجموعه عکس ورزشی در جایزه ورلدپرس فوتو سال ۲۰۱۹ به خود اختصاص داد.[۳۳]
- ۲۰۲۱: نیوشا توکلیان از آژانس عکس مگنوم با تک‌عکسی از «مراسم عزاداری سردار قاسم سلیمانی در تهران» در بخش «تک‌عکس اخبار عمومی» و فرشته اصلاحی از گروه عکس پودیوم با مجموعه‌عکس «سودای پرواز» در بخش «مجموعه‌عکس ورزشی» به‌عنوان نامزدهای ورلدپرس‌فوتو ۲۰۲۱ معرفی شدند.[۳۴]
- ٢٠٢٥: ابراهیم علی پور، (عکاس مستقل) برای مجموعه‌عکس «گلوله ها مرزی ندارند» دربارهٔ کولبران در مرز ایران و عراق، برندە بخش اصلی پروژە های طولانی مدت (لانگ ترم) این جایزە شد.

## نمایشگاه ورلد پرس فتو در تهران و اصفهان
برای نخستین بار نمایشگاه منتخبی از عکس‌های برگزیده ورلدپرس فوتو طی سال‌های ۲۰۱۶ تا ۲۰۱۸ از ۲۰ اردیبهشت تا ۱۱ خرداد ۱۳۹۷ در فرهنگسرای نیاوران تهران و همچنین از ۲۰ دی ماه تا ۸ بهمن ۱۳۹۷ در موزه هنرهای معاصر اصفهان برپا شد. این دو نمایشگاه به همت انجمن عکاسان مطبوعاتی ایران، بنیاد ورلدپرس فوتو و سفارت هلند در ایران برگزار شد.